# 일본 유학 시험

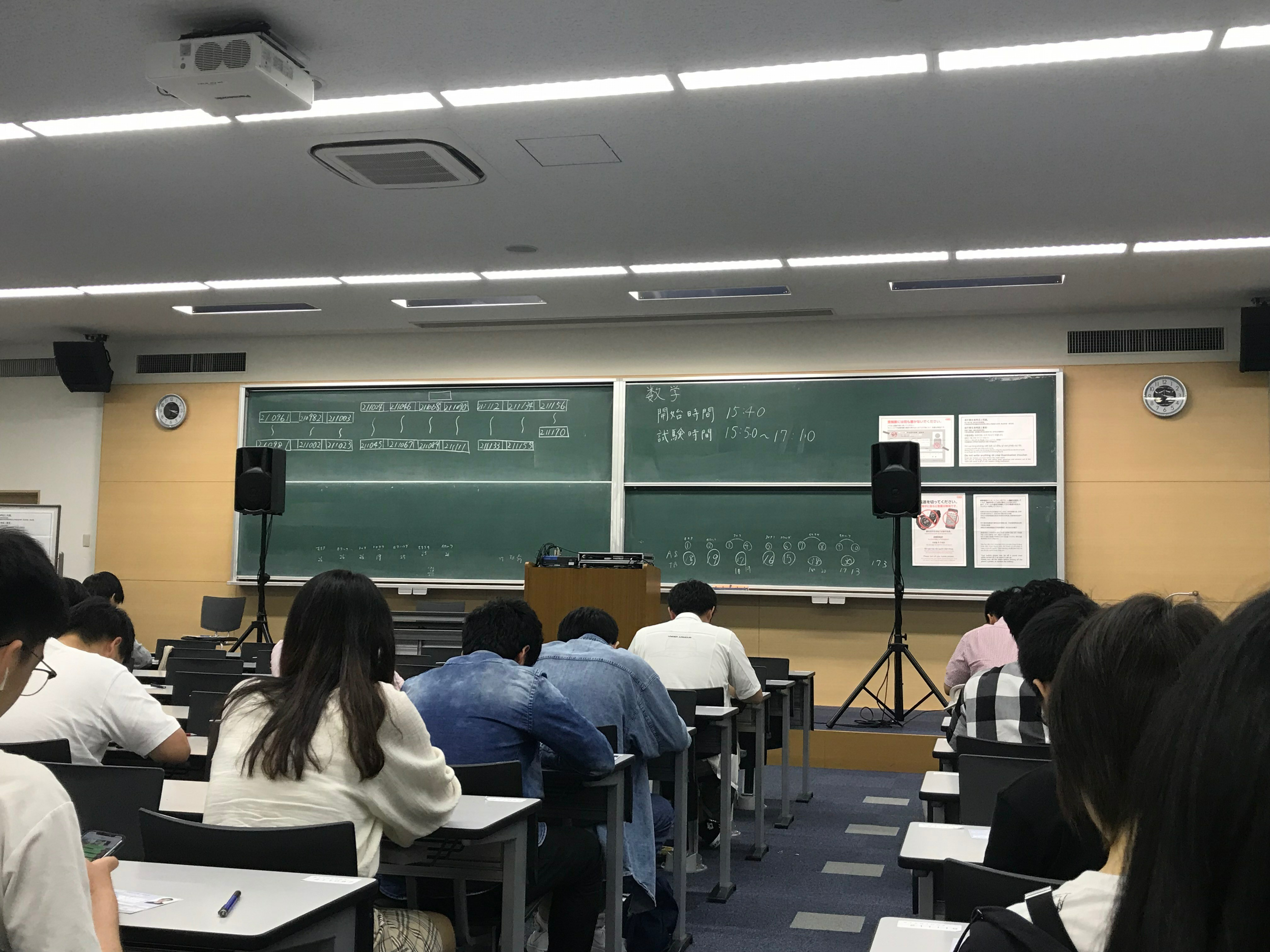

일본 유학 시험(일본어: 日本留学試験, 영어: Examination for Japanese University Admission for International Students) 또는 EJU(이제이유)는 독립행정법인 일본학생지원기구가 일본의 대학(학부) 등으로의 입학을 희망하는 외국인 유학생에 대하여 일본의 대학 등에서 필요로 하는 일본어 능력 및 기초 학력의 평가를 목적으로 실시하는 시험이다.
또한 일본 유학 시험은, 지금까지 일본의 대학(학부)등에 입학할 때, 일본의 대학(학부) 등 고등교육기관의 대부분이 수험을 의무화했던 일본어 능력 시험과 “사비 외국인 유학생 통일 시험”(2001년 12월 실시를 마지막으로 폐지)의 두 가지 시험을 대체했다.
일본 유학 시험에서 우수한 성적을 낸 사람은 희망시 “문부과학성 사비외국인유학생 학습장려비” 지급을 신청하여 일본의 대학에 입학한 뒤에 수령할 수 있다.

## 시험 개요
2002년부터 연2회(6월 셋째 일요일 및 11월의 둘째 일요일) 일본 국내와 국외(인도, 인도네시아, 대한민국, 싱가포르, 스리랑카, 태국, 타이완, 필리핀, 베트남, 조선민주주의인민공화국, 말레이시아, 미얀마, 몽골, 러시아)에서 동시에 실시하고 있다. 대한민국에서는 주관 실시 기관인 한일협회가 서울에서, 부산한일교류센터가 부산에서 시험을 실시한다.

### 출제 과목
- 수험자는 수험희망대학 등의 지정에 근거하여, 아래의 과목 중에서 선택하여 수험한다.
- 단 이과와 종합과목을 동시에 선택할 수는 없다.

| 과목     | 목적                                                                                       | 시간  | 득점 범위                          |
| -------- | ------------------------------------------------------------------------------------------ | ----- | ---------------------------------- |
| 일본어   | 일본의 대학에서 면학할 수 있는 일본어능력을 측정한다.                                      | 125분 | 독해,청해,청독해0~400점 記述0~50점 |
| 이 과    | 일본 대학의 자연계 학부에서의 면학에 필요한 이과의 기초적인 학력을 측정한다.               | 80분  | 0~200점                            |
| 종합과목 | 일본의 대학에서 면학에 필요한 인문계의 기초적인 학력, 특히 사고력, 논리적 능력을 측정한다. | 80분  | 0~200점                            |
| 수 학    | 일본 대학에서의 면학에 필요한 수학의 기초적인 학력을 측정한다.                             | 80분  | 0~200점                            |

### 출제 언어
일본어 및 영어로 출제된다(단 일본어 과목은 일본어로만 출제됨). 또한 시험 문제지는 일본어와 영어가 각각 다른 용지이므로, 수험자는 수험 희망 대학의 지정 사항에 근거하여, 원서를 제출할 때 둘 중 한 가지를 선택한다.

### 해답 방법
일본어는 OMR 카드 방식 및 기술식(실제로 원고 용지에 일본어 문장을 쓰는 시험)으로 한다. 이과, 종합과목, 수학은 모두 OMR 카드 방식으로 한다. 모두 HB 연필로 필기한다.

### 시험 시간
시험시간은 문제지, 답안지의 배부시간과 해답시간으로 나뉘어 있다. 또한 입실마감시간인 지각 한도 시간이 정해져 있다.
| 과목           | 시간 (해답시간)             | 지각한도 |
| -------------- | --------------------------- | -------- |
| 일본어(125분)  | 9:30~12:00경 (9:55~12:00경) | 9:40     |
| 이과(80분)     | 13:30~15:00 (13:40~15:00)   | 13:50    |
| 종합과목(80분) | 13:30~15:00 (13:40~15:00)   | 13:50    |
| 수학(80분)     | 15:40~17:10 (15:50~17:10)   | 16:00    |

### 기타 사항
- 전수학교 전문과정(통칭 전문학교) 입학지원의 자격 조건으로 인정한다.
- 일본어 과목에서 200점 이상을 득점시 일본어 능력 시험 2급 합격자와 동일하게 취급한다.
- 사설 EJU의 경우 전체적으로 실제 EJU보다는 어려운 편이다.
- EJU장학금은 EJU신청시, 장학금란을 체크하면 된다.
- 한국 시험고사장의 경우, 서울과 부산 두 곳이있다.